# Молодёжный камерный оркестр Санкт-Петербургского государственного университета
Молодёжный камерный оркестр Санкт-Петербургского государственного университета — первый регулярный оркестр в России, коллектив, который дает возможность студентам, выпускникам и преподавателям СПбГУ и других вузов города заниматься музыкой на профессиональном уровне.
Несмотря на любительский статус коллектива, Молодёжный камерный оркестр Петербургского университета дает свыше 10 концертов в сезон, ежегодно принимает участие в филармонических абонементах. Оркестр регулярно выступает не только в Университете, но и Большом и Малом залах Санкт-Петербургской Филармонии, Академической Капелле, БКЗ «Октябрьский» и СКК «Петербургский», дворцах Санкт-Петербурга и пригородов. Оркестр гастролировал в российских городах: Москве, Петрозаводске, Архангельске, — а также в Австрии, Германии, Финляндии, Украине.
Художественный руководитель и главный дирижёр оркестра — заслуженный артист РФ Андрей Алексеев.

## История
В апреле 1842 года в университетском зале состоялся первый концерт Симфонического оркестра господ профессоров и студентов Императорского университета. После первого концерта в Петербургской печати сообщалось, что в субботу 4 апреля 1842 года «происходил концерт, до сих пор у нас не бывалый — студенческий концерт, которым гг. студенты здешнего университета, занимающиеся музыкой, отблагодарили избранного ими в свои директора музыки известного у нас виолончелиста, г-на Шуберта. Концерт был дан в большой университетской зале, и в нём участвовали, кроме гг. студентов, многие из талантливых любителей и любительниц музыки в нашей столице». По свидетельствам современников, на первом концерте оркестра присутствовало около 700 зрителей.
Концерты получили известность как «Музыкальные упражнения студентов». Они устраивались по воскресным утрам и были доступны для широких кругов слушателей, в качестве солистов часто выступали профессиональные музыканты. Студенты пользовались правом посещать эти концерты бесплатно. Оркестр же Петербургского университета стал первым оркестром в России, который начал собираться и выступать на регулярной основе.
| Выступая на годичном акте 25 марта 1842 года, ректор университета заметил: «Надобно радоваться, что и у нас начинает оживляться любовь к музыкальному искусству; молодые люди, большею частию талантливые студенты, собираются в свободное от занятий время (а именно после полудня по воскресеньям) для разыгрывания оркестрованных сочинений»[1]. |
В XIX веке концерты университетского оркестра оказали важное влияние на музыкальную жизнь Санкт-Петербурга. До появления университетского оркестра концертная жизнь Петербурга имела несколько направлений, основными из которых были концерты Филармонического общества и Дирекции Императорских театров, а также частные концерты, проводимые аристократами в собственных особняках. Однако именно университетские концерты за счет новизны в выборе музыкальных программ, доступности билетов и открытости для большинства слоев общества стали самыми популярными в Петербурге и привлекали, прежде всего, представителей интеллигенции — известных писателей, литературных критиков и музыкантов, как в качестве слушателей, так и участников концертов.
| Композитор и музыкальный критик Ц. А. Кюи писал, что: «К. Б. Шуберт и университетские концерты начали то великое дело омузыкаления Петербурга, которое потом успешно продолжали А. Г. Рубинштейн и Музыкальное общество»[3]. |
| «Их [университетских концертов] историческое значение в том, что они пробили брешь в замкнутом укладе русской музыкальной концертной жизни и расчистили путь для организации в последующие годы Русского музыкального общества»[4]. |

## Главные дирижёры и солисты оркестра
1842—1861 годы — виолончелист Карл Богданович Шуберт — первый дирижёр оркестра.
1884—1888 годы — Георгий Оттонович Дютш.
1888 год — Максимилиан Карлович Липпольд.
1889—1902 годы — Войцех Иванович Главач.
1903—1917 годы — Николай Андреевич Сасс-Тисовский.
1948—1960 годы — Ольга Берг.
1961—1991 годы — Леонид Григорьев.
1991-2023 — Андрей Алексеев.
В июне 2007 г. за работу с оркестром Андрею Алексееву было присвоено звание заслуженного артиста РФ. Выступает с оркестром не только как дирижёр, но и как солист (аккордеон, бандонеон, фортепиано), а также является автором многочисленных аранжировок и музыкальных программ, исполняемых оркестром.
В 1990—2000-е годы в качестве солистов с оркестром выступали композиторы Андрей Петров и Вадим Биберган, музыканты Виктор Третьяков, Сергей Стадлер, Владимир Овчарек, Илья Иофф, Петр Лаул, Василий Герелло, Ольга Кондина, Давид Голощекин и другие профессора Петербургской Консерватории, солисты Мариинского театра и лауреаты международный конкурсов.

## Деятельность оркестра
Репертуар оркестра включает в себя как классику, так и музыку современных композиторов. Особое место занимают произведения, которые редко исполняют профессиональные коллективы. Начиная со времени своего создания, оркестр знакомил публику с новыми, несправедливо забытыми или мало исполняемыми музыкальными произведениями и способствовал их популяризации, например:
- В 1854 году университетский оркестр впервые исполнил «Приглашение к танцу» К. М. Вебера, оркестровку которого написал М. И. Глинка.
- В 1858—1859 годы оркестром были впервые исполнены «Увертюра на темы трех русских народных песен» и увертюра к трагедии «Король Лир» М. А. Балакирева.
- В 1850-е годы впервые в России университетский оркестр стал пропагандировать симфонические произведения Р. Шумана, которые в то время никем не исполнялись. В университетских концертах петербургская молодёжь впервые услышала симфонию Es-dur, увертюру к «Манфреду» и «Увертюру, скерцо и финал» ор.52[5].
- В 1950-е годы на одном из концертов оркестра в Актовом зале СПбГУ впервые в России прозвучала музыка немецкого композитора Пауля Хиндемита — партитуру некоторых его сочинений привезли в дар оркестру друзья из ГДР[6].
- В 1960-е годы университетский оркестр п/у Леонида Григорьева одним из первых в России стал пропагандировать музыку старинных композиторов, таких как А. Вивальди, И. С. Бах, Г. Гендель, А. Корелли, Т. Альбинони.
- В 1998 году оркестр университета п/у Андрея Алексеева первым из петербургских оркестров обратился к творчеству аргентинского композитора Астора Пьяццоллы и впервые в России исполнил его цикл «Времена года».
- В 1999 году университетский оркестр впервые в России исполнил Концерт духовной музыки Дюка Эллингтона[5].
- В 2007 году оркестр впервые в России исполнил Танго-мессу Буэнос-Айрес для хора, оркестра, солиста и бандонеона аргентинского композитора Мартина Пальмери.

Одно из важных направлений деятельности оркестра, которое развивает дирижёр Андрей Алексеев, — создание музыкальных шоу-программ. С 1993 года он является автором первоапрельских «филармонических капустников», которые в разные годы исполнялись в университете, Академической Капелле и Малом зале Петербургской филармонии. С 1998 года оркестром многократно исполнялась программа аргентинского танго Астора Пьяццоллы в Большом и Малом залах Петербургской филармонии, на международном фестивале «Площадь искусств», в Финляндии, Москве, Украине. Новые танго-программы оркестра появились в 2006 году, когда Андрей Алексеев впервые предстал перед публикой в роли солиста на бандонеоне — традиционном для аргентинского танго инструменте.
Одна из наиболее популярных программ оркестра — «Богемский аккордеон», которая состоит из знаменитых мелодий французского шансона и шлягеров XX века. Среди других программ оркестра в последние годы можно также выделить следующие: «Музыка Голливуда», «Музыка советских кинофильмов», «Шедевры оперетты», «Неизвестный Штраус и не только», «Русский вальс».
| «Наибольший интерес „университетских концертов“ состоял в их репертуаре. Выбор программ этих концертов свидетельствует о желании просвещать музыкальный вкус произведениями более или менее строгими, редко слушаемыми. Один список имён Бетховена, Глюка, Гайдна, Моцарта, Шпора, Мендельсона, Шумана, Глинки ручается за концерты эти», — писал в XIX веке композитор и музыкальный критик А. Н. Серов[1]. |

## Участие в проектах и фестивалях
Молодёжный камерный оркестр университета участвует в ряде культурных проектов:
- Возобновление и ежегодное проведение цикла общедоступных концертов «Музыкальные упражнения господ студентов и профессоров Петербургского университета» (с 1999 года);
- Международный фестиваль «Площадь искусств» (художественный руководитель Ю. Темирканов);
- Благотворительные концерты (Москва, Торгово-промышленная палата РФ — 2003, 2005 и 2007 годы);
- Ежегодный фестиваль «Большой вальс», посвященный творчеству И. Штрауса;
- Выступления в рамках мероприятий российско-немецкого форума «Петербургский диалог».

## Награды оркестра
2010 г. — Лауреат первой степени на Международном конкурсе-фестивале искусств «Петербургская весна» (Фонд международных культурных программ Виват-Талант).

## Интересные факты об оркестре
- 8 января 1850 года университетским оркестром дирижировал А. Рубинштейн, впервые выступивший как дирижёр.

| А. Рубинштейн, впоследствии неоднократно дирижировавший университетским оркестром, писал: «…дело шло как-то само собой, шло как-то по маслу: уж много любви и усилий клали участники в эти симфонические концерты»[7]. |
- 12 февраля 1856 года состоялся дебют М. Балакирева, который вместе с университетским оркестром исполнил первую часть своего фортепианного концерта.

| Спустя 40 лет, 12 февраля 1896 года, приехав к своим друзьям, М. Балакирев сказал: «Сегодня для меня знаменательный день: исполнилось 40 лет, как я в первый раз выступил публично в университетском концерте, играл свой концерт аллегро с оркестром под управлением Карла Шуберта 12 февраля 1856 года. Мне хочется этот вечер отпраздновать у Вас, и буду играть вам мои сочинения»[8]. |
- Композитор А. Глазунов играл в университетском оркестре на нескольких инструментах — на скрипке, на виолончели, на валторне, и этот опыт помогал ему позднее в оркестровке его произведений[9].
- Русский критик В.Одоевский просил в письме А.Даргомыжскому достать ему билеты на университетский концерт.
- В 1860 года в качестве солиста с университетским оркестром выступил скрипач Г. Венявский.
- Известный дирижёр А. Гаук, будучи студентом юридического факультета, играл в оркестре на литаврах[5].
- Концерты оркестра посещали П. Чайковский[10], А. Бородин, А. Серов и другие известные музыканты 19-20 веков.
- 16 февраля 1844 года на концерте университетского оркестра выступала певица П. Виардо, а в числе зрителей был поэт и баснописец И. А. Крылов[11].
- В 1998 году оркестр под управлением А. Алексеева впервые за свою историю собрал на благотворительный концерт 15 000 человек в спортивно-концертном комплексе «Петербургский».
- В 2004 году на концерте в Большом зале Петербургской филармонии композитор А. Петров солировал с оркестром на мелодике.